# The Critics' Circle
The Critics' Circle je národní skupina profesionálních kritiků z Velké Británie. Zabývá se hudbou, dramaty, filmy, tancem, výtvarným uměním a architekturou. Byla založena roku 1913 jako nástupce za Society of Dramatic Critics, která byla založena v roce 1906, ale stala se neaktivní.

## Ocenění
The Critics' Circle dlouho žádná ocenění neudělovala. Až v roce 1980 kritici z filmové sekce, také známý jako London Film Critics Circle založili ALFS Awards pro ocenění speciálních výkonů ve filmech. V roce 1989 dramatická sekce přišla s Critics' Circle Theatre Awards. V roce 2002 byly udělovány ocenění za tanec a od roku 2011 za hudbu, architekturu a výtvarné umění. 
Kromě těchto konkrétních ocenění v roce 1988 představil Critics' Circle Award for Distinguished Service to the Arts (cena za vynikající služby v umění).